# Округ Ламар (Тексас)
Округ Ламар (енгл. Lamar County) је округ у америчкој савезној држави Тексас. По попису из 2010. године број становника је 49.793.

## Демографија
Према попису становништва из 2010. у округу је живело 49.793 становника, што је 1.294 (2,7%) становника више него 2000. године.
| Група             | 2000.          | 2010.          |
| Белци             | 39.116 (80,7%) | 37.891 (76,1%) |
| Афроамериканци    | 6.534 (13,5%)  | 6.703 (13,5%)  |
| Азијати           | 192 (0,4%)     | 311 (0,6%)     |
| Хиспаноамериканци | 1.614 (3,3%)   | 3.223 (6,5%)   |
| Укупно            | 48.499         | 49.793         |